# Het Meerdal
Het Meerdal is een vakantiepark van Center Parcs in het dorp America. Het park ligt midden in het natuurrijke gebied De Peel. De Kasteeltuinen van Arcen en het attractiepark Toverland in Sevenum liggen in de directe omgeving.

## Geschiedenis
Het werd geopend in 1971 als derde park van Center Parcs (en het is het oudste park dat nu nog steeds in handen is van de keten). Het park werd geopend onder de naam Bos en Strand. Na het eerste seizoen blijkt dat het park minder bezoekers trekt dan de andere twee parken van Center Parcs. Uit uitgevoerd marktonderzoek blijkt dat de naam Bos en Strand mensen doet denken aan een winderig oord, waarna het park wordt hernoemd tot Het Meerdal.
In 2019 werd een renovatie aangekondigd. De cottages en de Aqua Mundo zullen tussen 2020 en 2023 vernieuwd worden.

## Trivia
- Een ander park van Center Parcs, Limburgse Peel, ligt juist achter Het Meerdal. Dit komt doordat Limburgse Peel eerst eigendom was Gran Dorado, een toenmalige concurrent van Center Parcs.

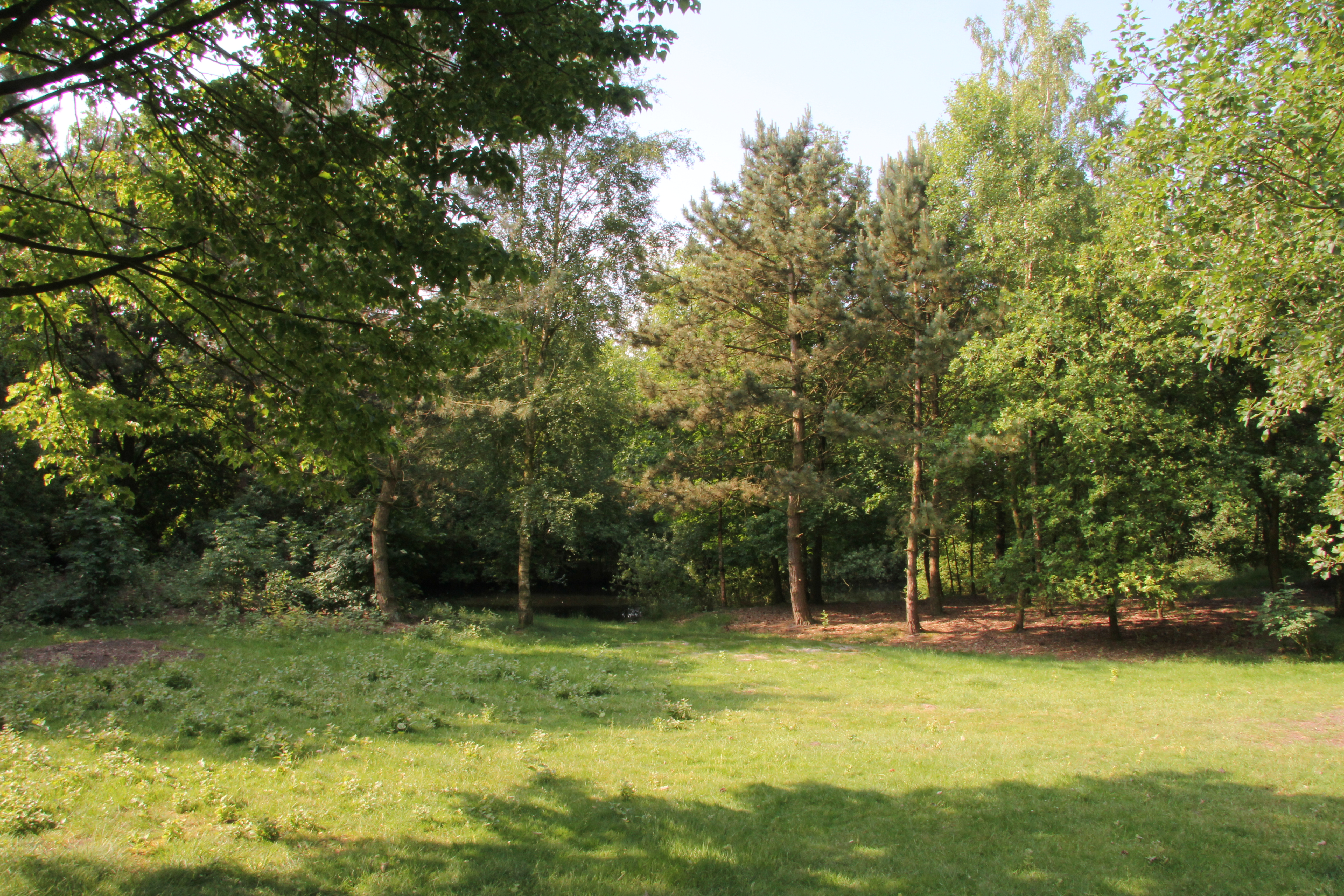
Natuur op het park